# Malloneta
Malloneta Simon, 1902 è un genere di ragni appartenente alla famiglia Salticidae.

## Distribuzione
L'unica specie oggi nota di questo genere è stata rinvenuta in Africa occidentale, prevalentemente in Guinea.

## Tassonomia
A dicembre 2010, si compone di una specie:
- Malloneta guineensis Simon, 1902[2] — Africa occidentale

### Specie trasferite
- Malloneta interrogationis Strand, 1907; trasferita al genere Hyllus C. L. Koch, 1846 a seguito di un lavoro dell'aracnologo Próchniewicz del 1989[1].